# 星野芳樹
星野 芳樹（ほしの よしき、1909年（明治42年）3月30日 ‐ 1992年（平成4年）5月31日） は、昭和期のジャーナリスト、政治家。参議院議員（1期）。

## 経歴
東京府東京市小石川区（現文京区小石川）で、牧師星野光多の三男として生まれた。早稲田中学校（現早稲田中学校・高等学校）を経て、静岡高等学校文科（現静岡大学）に進んだ。左翼運動に加わり、1931年（昭和6年）日本共産党に入党。1933年（昭和8年）検挙されて入獄し静岡高校を中退、1940年（昭和15年）恩赦で出獄した。同年、上海に渡り上海自然科学研究所員に就任。1941年（昭和16年）容海語学校を設立。さらに容海小学校、容海忠学校を設立し、在留日本人の指導的存在となった。終戦後、上海自治会宣導科教育班長、同代表委員を務め、1946年（昭和21年）に帰国した。
帰国後、在外同胞帰還促進連盟を結成して海外抑留者の引揚促進運動を進め、在外同胞帰還促進全国協議会顧問などを務めた。1947年（昭和22年）4月の第1回参議院議員通常選挙に全国区から出馬して当選（補欠、任期3年）。1950年（昭和25年）6月の第2回通常選挙に全国区から労働者農民党公認で立候補したが落選し、参議院議員に1期在任した。
1949年（昭和24年）から群馬県沼田市に移り、1954年（昭和29年）静岡新聞社非常勤論説委員となる。1959年（昭和34年）5月沼田市に10万余円寄付により同年12月23日紺綬褒章受章。1970年（昭和45年）同社編集主幹に就任し、世界各国に出張して執筆を行う。1974年（昭和49年）3月に静岡新聞社を退職し社外論説委員となる。同年、妻と共にケニア・ナイロビに移住。1975年（昭和50年）日本アフリカ文化交流協会を設立しスワヒリ語学院（星野学校）を創設して日本人学生を受け入れた。1985年（昭和60年）春の叙勲で勲三等旭日中綬章受章。1987年（昭和63年）病のため日本に帰国した。
1992年（平成4年）5月31日死去、83歳。死没日をもって正五位に叙される。

## 著作
- 『上海路地裏の人々』世界社、1947年。
- 『共産主義卒業之記：思想の遍歴とわが半生』土佐書房、1948年。
- 『アジア・アフリカ紀行』講談社、1959年。
- 『動乱のアフリカを行く』ダイヤモンド社、1965年。
- 『いろいろな民族さまざまな生きかた』静岡新聞社、1971年。
- 『アフリカの指導者：アフリカわが心の友だち』〈現代アフリカの証言2〉ブロンズ社、1978年。
- 『星野芳樹自伝：静岡からナイロビへ』リブロポート、1986年。

## 親族
- 兄 星野直樹（大蔵官僚、貴族院議員、実業家）[2][5]